# Distretto di Kamitsuga
Il distretto di Kamitsuga (上都賀郡, Kamitsuga-gun?) era uno dei distretti della prefettura di Tochigi, in Giappone.
Prima della soppressione, ne faceva parte solo la cittadina di Nishikata. Il 1º ottobre 2011, Nishikata è stata assorbita dalla municipalità di Tochigi e, a partire da tale data, il distretto di Kamitsuga ha cessato di esistere.
| Controllo di autorità | VIAF (EN) 260814545 · NDL (EN, JA) 00400843 |